# Estación de Candelaria (Tren Maya)
Candelaria es una estación de trenes que se ubica en Candelaria. Candelaria conecta Campeche con Tabasco.

## Tren Maya
Andrés Manuel López Obrador anunció en su campaña presidencial del 2018 el proyecto del Tren Maya. El 13 de agosto de 2018 anunció el trazo completo. El recorrido de la nueva ruta del Tren Maya puso a la Estación Candelaria en la ruta que conectaría con Palenque, Chiapas y Escárcega, Campeche
Se ubica dentro de un viaducto ferroviaria en los terrenos Ferrocarril del Istmo de Tehuantepec. La demanda de pasajeros en esta estación tiene un carácter social, considerando en la estación un esquema de 2 vías y 1 andén.
Actualmente, la estación en Candelaria se encuentra abierta y recibe a viajeros locales, nacionales e internacionales.